# کاوشگر لیزا
کاوشگر لیزا یا آشکارساز لیزا (به انگلیسی: LISA Pathfinder) در روز پنجشنبه ۳ دسامبر ۲۰۱۵ با موشک «وِگا» از پایگاه فضایی کورو در گویان فرانسه به فضا پرتاب شد و مدتی بعد در نخستین مدار خود قرار گرفت. هدف این مأموریت فضایی، آشکارسازی امواج گرانشی است که صد سال پیش آلبرت اینشتین در نظریه ی نسبیت عام خود پیش‌بینی کرده بود.

## اهداف مأموریت
این مأموریت، توسط دانشمندان آژانس فضایی اروپا ESA، طراحی و کنترل می‌شود و در واقع ابزاری برای آزمایش و ردیابی امواج گرانشی می‌باشد. امواج گرانشی، نوساناتی در فضا-زمان هستند که نخستین بار در نظریه نسبیت اینشتین پیش‌بینی شدند، این امواج به قدری ضعیف هستند که به سختی می‌توان آنها را آشکارسازی کرد، به همین دلیل به ابزارهای خیلی دقیق، مثل تداخل‌سنج‌های لیزری بسیار حساس نیاز داریم.

## ابزارهای علمی
لیزا فقط دارای یک ابزار است؛ ابزاری که برای اندازه‌گیری فاصلهٔ ۳۸ سانتی‌متری بین دو بلوک ۴٫۶ سانتی‌متری از جنس آلیاژ طلا و پلاتین، ساخته شده است. این دو بلوک در این فضاپیما به صورت معلق و در حالت سقوط آزاد قرار گرفته‌اند. یک سامانهٔ لیزری سعی می‌کند فاصلهٔ آنها را به صورت دائم اندازه بگیرد و به دنبال تغییر فاصله‌ای کوچک و به اندازهٔ چند پیکومتر (کمتر از قطر یک اتم) میان این دو بلوک باشد. بدین ترتیب اگر امواج گرانشی از رصدخانه عبور کند، باید فضا-زمان کج و معوج شود و در نتیجه فاصلهٔ بین دو بلوک تغییر کند. سامانهٔ لیزری می‌تواند متوجه این تغییر فاصلهٔ خیلی کوچک بشود.

## درازنا
در واقع با تکمیل شدن این پروژه در آینده ۲ ماهوارهٔ دیگر نیز به فضا فرستاده خواهند شد، در مجموع این سه ماهواره در فضا مثلثی متساوی الاضلاع تشکیل خواهند داد؛ که طول هر ضلع ۵ میلیون کیلومتر خواهد بود. هر ماهواره دو لیزر خواهد داشت که به آن اجازه می‌دهد پیوسته با دو ماهواره دیگر در ارتباط باشد. با اینکه هر لیزر، باریکه ای به قدرت تنها نیم وات شلیک می‌کند، تجهیزات نوری آنقدر حساسند که قادرند لرزش‌های ناشی از امواج گرانشی را با دقتی معادل یک تقسیم بر یک میلیارد تریلیون آشکار کنند. (معادل حرکتی برابر یک صدم قطر یک اتم). در صورت کامل شدن این مأموریت که پیش‌بینی می‌شود در سال ۲۰۳۴ کامل شود، دقت آشکارساز لیزا به قدری بالاست که باید بتواند امواج گرانشی تولد جهان ناشی از تورم کیهانی را آشکار کند و ما را به یک تریلیونم ثانیه بعد از بیگ بنگ ببرد.
رهیاب لیسا نام تجدید نظر شده (نام قبلی اسمارت-۲(به انگلیسی: Small Missions for Advanced Research in Technology-2 به اختصار SMART-2) برای کاوشگر اسا/ناسا است کهدر سال ۲۰۱۵ به فضا پرتاب شد. هدف رهیاب لیسا آزمودن فناوری‌های مورد نیاز برای آنتن فضایی تداخل‌سنج لیزری (LISA) است که آشکارساز موج گرانشی مشترک بین سازمان فضایی اروپا (اسا) و ناسا می‌باشد.
این پروژه آزمایشی شامل یکی از بازوهای لیسا است که طول آن از ۵ میلیون کیلومتر به ۳۵ سانتیمتر کاهش یافته است.